# محرغز

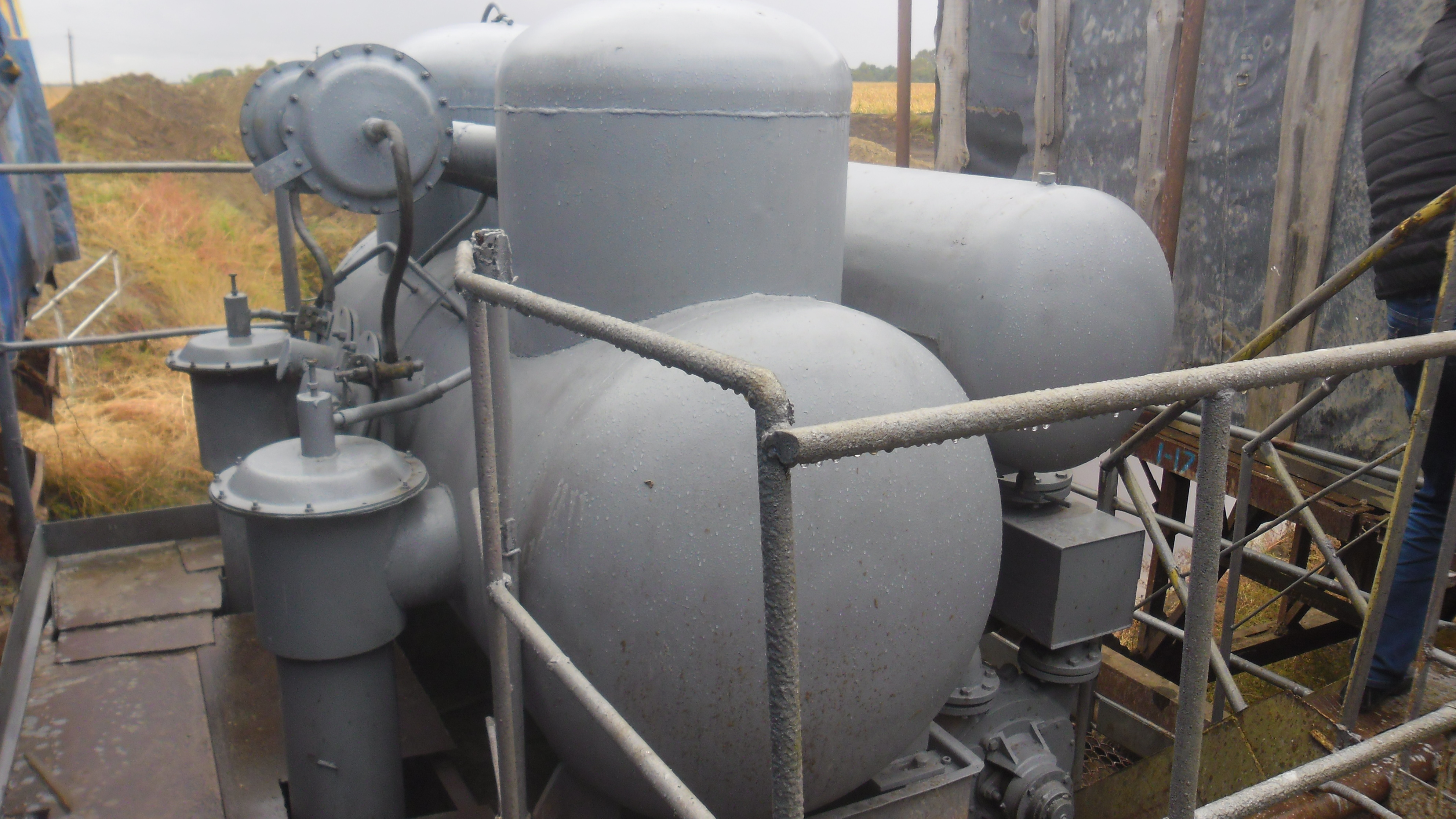
جهاز مزيل الغاز في إحدى أماكن استخراج البترول

المُحَرغز أو مُحرر أو مزيل الغاز هو جهاز يستخدم في صناعة النفط في المنبع لإزالة الغازات المذابة من السائل. يُستخدم لإزالة الغازات من سائل الحفر الذي يمكن أن يشكل فقاعات. ويعد جزءًا من عملية تنظيف المياه المنتجة قبل التخلص منها في محطة معالجة المياه المنتجة.